# Agbogbloshie
Agbogbloshie es un barrio de la ciudad Acra, Ghana, el cual se ha convertido en un vertedero para chatarra electrónica procedente de Europa y Norteamérica, considerado el mayor del mundo. Dicho vertedero se encuentra atravesado por un río.
La barriada abarca unas 10'5 hectáreas y se encuentra a orillas de la laguna garlopa
, al noroeste del distrito de finanzas de Acra. En la zona habitan unas 40.000 personas, la mayoría originalmente provenientes de zonas rurales. A causa de sus duras condiciones de vida y gran nivel de criminalidad, la zona es apodada "Sodoma y Gomorra".
Se cree que este puede ser el lugar más contaminado del continente africano, principalmente por metales tales como plomo, berilio, cadmio o mercurio, ya que no existen normativas que regulen la liberación de ciertas sustancias tóxicas.
Se trata de un lugar en el que trabajan niños, con el fin de buscar metales que pueden ser reciclados, en especial cobre, aluminio, acero y latón. Se sabe que por el cobre pueden cobrar alrededor de 2€ en un buen día, y sólo la mitad por otros metales. El cobre se extrae de los cables, que son quemados sin control en hogueras para así derretir el recubrimiento de plástico.

## Componentes de la basura electrónica y los efectos sobre la población y el medio ambiente:[8]
| Componente de la basura electrónica | Efectos negativos sobre la salud |
| Plomo                               | Los efectos adversos de la exposición al plomo incluyen la función cognitiva, alteraciones de la conducta, déficit de atención, hiperactividad, problemas de conducta, y un menor coeficiente intelectual . Estos efectos son más perjudiciales para los niños cuyo sistema nervioso en desarrollo son muy susceptibles a los daños causados por el plomo, el cadmio y el mercurio. |
| Mercurio                            | Los efectos en la salud incluyen deterioro sensorial, dermatitis, pérdida de memoria y debilidad muscular. La exposición en el útero causa déficits en la función motora de los fetos, la atención y los dominios verbales. Los efectos ambientales en los animales incluyen muerte, reducción de la fertilidad y ralentización del crecimiento y desarrollo. |
| Cadmio                              | La inhalación de cadmio puede causar daño severo a los pulmones y también se sabe que causa daño renal. El cadmio también se relaciona con deficiencias en la cognición, el aprendizaje, el comportamiento y las habilidades neuromotoras en los niños. |
| Cromo hexavalente                   | Un carcinógeno conocido después de la exposición ocupacional por inhalación. [91] También hay evidencia de efectos citotóxicos y genotóxicos de algunos químicos, que se ha demostrado que inhiben la proliferación celular, causan lesiones en la membrana celular, causan roturas de una sola hebra de ADN y elevan los niveles de las especies reactivas de oxígeno (ROS). |
| Azufre                              | Los efectos en la salud incluyen daño hepático, daño renal, daño al corazón, irritación de ojos y garganta. Cuando se libera en el medio ambiente, puede crear ácido sulfúrico a través del dióxido de azufre. |
| Retardantes de llama bromados       | Los efectos en la salud incluyen alteración del desarrollo del sistema nervioso, problemas de la tiroides, problemas del hígado. Efectos ambientales: efectos similares a los de los animales que a los humanos. Los PBB fueron prohibidos desde 1973 hasta 1977 en adelante. Los PCB fueron prohibidos durante la década de 1980 y se les asocia con un amplio rango de efectos tóxicos que incluyen la supresión del sistema inmunológico, afecciones en el hígado, desarrollo del cáncer, daños al sistema nervioso, cambios conductuales y daño al sistema reproductor masculino y femenino. |
| Ácido perfluorooctanoico (PFOA)     | Los estudios en ratones han encontrado los siguientes efectos en la salud: hepatotoxicidad, toxicidad para el desarrollo, inmunotoxicidad, efectos hormonales y efectos carcinogénicos. Los estudios han encontrado que el aumento de los niveles maternos de PFOA se asocia con un mayor riesgo de aborto espontáneo (aborto involuntario) y muerte fetal. El aumento en los niveles maternos de PFOA también se relaciona con una disminución en la edad gestacional media (nacimiento prematuro), el peso medio al nacer (bajo peso al nacer), la longitud media al nacer (pequeña para la edad gestacional) y la puntuación APGAR media. |
| Óxido de berilio                    | Las exposiciones ocupacionales relacionadas con el cáncer de pulmón, otros efectos adversos comunes para la salud son la sensibilización al berilio, la enfermedad crónica por berilio y la enfermedad aguda por berilio. |
| Policloruro de vinilo (PVC)         | En la fase de fabricación, se liberan materias primas tóxicas y peligrosas, incluidas las dioxinas. El PVC, como el cloro, tiende a bioacumularse. Con el tiempo, los compuestos que contienen cloro pueden convertirse en contaminantes en el aire, el agua y el suelo. Esto plantea un problema ya que los humanos y los animales pueden ingerirlos. Además, la exposición a toxinas puede tener efectos en la salud reproductiva y del desarrollo. |
| Antimonio (Sb)                      | El antimonio (Sb) es un metal usado en varias aplicaciones industriales, entre ellas como retardante de llama (trióxido de antimonio) y como trazador en soldaduras metálicas. En algunas de sus formulaciones, el antimonio se asemeja químicamente al arsénico, incluyendo su toxicidad. La exposición a altos niveles, presentes en partículas de polvo o vapores, en el lugar de trabajo, puede conllevar severos problemas de piel y otros efectos negativos sobre la salud. El trióxido de antimonio está reconocido como posible cancerígeno en humanos. |
| Ftalatos                            | Se usan comúnmente para ablandar plásticos, principalmente PVC. Su toxicidad es preocupante. El ftalato DEHP, por ejemplo, es capaz de interferir en el desarrollo de los testículos en edades tempranas. En Europa, tanto el DEHP como el DBP están clasificados como “tóxicos para la reproducción”. A pesar de su toxicidad, de las cantidades empleadas y de su capacidad para liberarse de los productos durante su uso, la Unión Europea, prohíbe el empleo de seis ftalatos en juguetes y artículos infantiles. Aunque esto aborda una vía importante de exposición, la toma de contacto con ellos a través de otros productos de consumo sigue sin afrontarse, lo que incluye el material eléctrico y electrónico. |
| Clorobencenos                       | Los PBDE (polibromodifenil éteres) son un tipo de retardante de llama bromado que se utilizan para prevenir la propagación del fuego en gran variedad de materiales, incluyendo las fundas y los componentes de muchos productos electrónicos. Son sustancias químicas persistentes en el medio ambiente y algunas son sumamente bioacumulativas, capaces de afectar el desarrollo cerebral normal en los animales. Se sospecha que ciertos PBDEs son disruptores endocrinos, capaces de interferir con las hormonas del crecimiento y el desarrollo sexual. También se han documentado efectos sobre el sistema inmunológico. El trifenilfosfato (TPP) es un tipo de retardante de llama organofiosforado que se utiliza en los aparatos electrónicos, por ejemplo, en las carcasas de los monitores de ordenador. El TPP es muy tóxico para la vida acuática y un inhibidor importante de un sistema enzimático clave de la sangre humana. También se sabe que en algunos individuos provoca dermatitis por contacto y es un posible disruptor endocrino. |